# Belm
Belm är en kommun och ort i Landkreis Osnabrück i förbundslandet Niedersachsen i Tyskland.